# Сернај ан Дормоа
Сернај ан Дормоа (фр. Cernay-en-Dormois) насеље је и општина у североисточној Француској у региону Шампањ-Арден, у департману Марна која припада префектури Сент Манеу.
По подацима из 2011. године у општини је живело 150 становника, а густина насељености је износила 6,04 становника/km². Општина се простире на површини од 24,82 km². Налази се на средњој надморској висини од 128 метара.

## Демографија
| 1962. | 1968. | 1975. | 1982. | 1990. | 1999. | 2011. |
| ----- | ----- | ----- | ----- | ----- | ----- | ----- |
| 113   | 209   | 179   | 156   | 153   | 126   | 150   |

График промене броја становника у току последњих година